# Diana Axelsen
Diana Axelsen (født 6. april 1966) er en dansk skuespiller.
Axelsen er uddannet fra Statens Teaterskole i 1992. Hun har været en del af det faste ensemble på Det Kongelige Teater, men har i de senere år hovedsagligt medvirket i film og tv. Hun har desuden lagt stemme til Disney-tegnefilmen Klokkeren fra Notre Dame fra 1996.

## Udvalgt filmografi
- Charlie Butterfly (2002)
- Arven (2003)
- Tro, Håb og Sex (kortfilm, 2011)
- Fasandræberne (2014)
- Sorgenfri (2015)

### Tv-serier
- Karrusel (1998)
- Strisser på Samsø (1998)
- Rejseholdet (2000-2003)
- Skjulte spor (2001)